# 赤竹蛏
是帘蛤目竹蛏科竹蛏属的一种。主要分布于韩国、中国大陆、台湾，常栖息在潮下带。